# YAML
YAML (acronimo ricorsivo di YAML Ain't Markup Language, pronunciato ˈjæməl, in rima con camel ) è un formato per la serializzazione di dati utilizzabile da esseri umani. Il linguaggio sfrutta concetti di altri linguaggi come il C, il Perl e il Python e idee dal formato XML e dal formato per la posta elettronica (RFC2822).

Proposto da Clark Evans nel 2001, è stato sviluppato da quest'ultimo e Brian Ingerson.
Nella prima fase di sviluppo l'acronimo veniva definito come "Yet Another Markup Language", significato che è andato perso in favore di un nome che specificasse la natura orientata alla memorizzazione di dati del linguaggio, contrapposto all'utilizzo consono dei linguaggi di markup.

## Formato
Il seguente esempio rappresenta i dati di un'ipotetica fattura in formato YAML:

```
 
--- !<tag:clarkevans.com,2002:invoice>

 

 
invoice
:
 
34843

 
date   
:
 
2001-01-23

 
bill-to
:
 
&id001

    
given  
:
 
Chris

    
family 
:
 
Dumars

    
address
:

        
lines
:
 
|

            
458 Walkman Dr.

            
Suite #292

        
city    
:
 
Royal Oak

        
state   
:
 
MI

        
postal  
:
 
48046

 
ship-to
:
 
*id001

 
product
:

    
-
 
sku         
:
 
BL394D

      
quantity    
:
 
4

      
description 
:
 
Basketball

      
price       
:
 
450.00

    
-
 
sku         
:
 
BL4438H

      
quantity    
:
 
1

      
description 
:
 
Super Hoop

      
price       
:
 
2392.00

 
tax  
:
 
251.42

 
total
:
 
4443.52

 
comments
:

    
Late afternoon is best.

    
[[Backup]] contact is Nancy

    
Billsmer @ 338-4338.

```

## Utilizzi comuni
Il formato YAML è talvolta usato come file di configurazione al posto di altri formati, come JSON, XML e .properties.
Alcuni esempi:
- La configurazione degli oggetti su Kubernetes[4]
- Il file di configurazione per un applicativo Spring Boot può essere in YAML[5]
- Il file di configurazione per un applicativo in Perl[6]
- Il file di configurazione per Action di Github[7]
- I file di configurazione presenti in Home Assistant[8]

Altri utilizzi sono lo scambio dati, la persistenza di strutture anche complesse e il Log di applicazioni.

## Paragone tra i formati YAML e JSON
Vantaggi del formato YAML:
- Maggior leggibilità
- JSON è rapidamente convertibile in YAML
- Possibilità di concatenazione ottenendo YAML validi
- Possibilità di autoreferenziarsi
- Supporto di tipi complessi
- Supporto di commenti e blocchi di testo
- Estende il formato JSON

Vantaggi del formato JSON:
- Compattezza
- Maggior facilità di apprendimento e utilizzo
- Maggior diffusione (molti linguaggi supportano nativamente serializzatori di JSON)